# قلعه‌نو، افغانستان
قلعه‌نو، افغانستان (به لاتین: Qal`eh-ye Now) یک روستا در افغانستان است که در ولایت بادغیس واقع شده‌است.